# Ventilator
Ventilator (lat. ventilare, prezračiti) je puhalo, vetrilo, naprava, ki s potiskanjem zraka (ali drugih plinov) ustvarja zračni tok oz. umetni veter.

## Vrste ventilatorjev
- ventilator deluje kot nizkotlačna črpalka. Plin (ali para) je pri nizkem tlaku, ventilator ga komprimira le neznatno.
- ventilator z vetrnico (je najbolj razširjen), se vrti in ustvarja aksialen zračni tok.
- izrivalni ventilator (npr. meh)
- batni ventilator (batna črpalka)
- centrifugalni ventilator (centrifugalna črpalka).

## Uporaba
- za zračenje prostorov (klimatska naprava)
- hlajenje naprav (motorjev, elektronskih vezij, hladilnih reber)
- pri ogrevalnih napravah za hiter prenos toplote z vsiljeno konvekcijo
- za pogon vozil na zračni blazini

## Motor ventilatorja
Samostojen ventilator običajno poganja električni motor. Ventilatorji so pogosto neposredno povezani z motorjem, brez potrebe po jermenih ali zobčenikih. Elektromotor je skrit v notranjosti ventilatorja ali pa za njim. Za velike industrijske ventilatorje se uporabljajo trifazni asinhronski motorji, ki se namestijo v bližino ventilatorja, poganjajo pa ga jermeni in jermenice. Manjši ventilatorji se pogosto napajajo z nizko–momentnim indukcijskim motorjem z izmeničnim tokom ali motorji z ščetkami kot tudi brez njih na enosmerni tok. Ventilatorji, ki jih poganja izmenični tok pogosto uporabljajo višje napetosti, medtem ko ventilatorji ki jih poganja enosmerni tok uporabljajo manjšo napetost, običajno 24V, 12V ali 5V. Ventilatorji za hlajenje računalniške opreme uporabljajo izključno motorje na enosmerni tok brez ščetk, ki proizvajajo manj elektromagnetnih motenj.

## Kopalniški ventilatorji
Kopalniški ventilatorji so ključni za ohranjanje zdravega in prijetnega okolja v kopalnici, ki je eden izmed najbolj vlažnih prostorov v domu. Ti ventilatorji učinkovito odstranjujejo vlago, ki nastane po tuširanju, s čimer preprečujejo nastanek plesni in poškodbe pohištva ter sten. Dober ventilator z naprednimi funkcijami, kot sta senzor vlage in časovnik, omogoča samodejno delovanje, kar pripomore k večji energetski učinkovitosti in dolgotrajni zaščiti kopalniške opreme. Montaža ventilatorjev je preprosta, saj so zasnovani za enostavno vgradnjo v steno ali strop, prilagodijo pa se različnim potrebam prostora. Poleg tega, da zagotavljajo tiho in učinkovito prezračevanje, so ti ventilatorji velikokrat estetsko zasnovani, kar pomeni, da se brez težav zlijejo z notranjostjo vaše kopalnice. S pravilnim izbranim ventilatorjem boste podaljšali življenjsko dobo vaše opreme ter ohranili kopalnico suho, čisto in prijetno za uporabo.